# یواس‌اس واتس (دی‌دی-۵۶۷)
یواس‌اس واتس (دی‌دی-۵۶۷) (به انگلیسی: USS Watts (DD-567)) یک کشتی بود که طول آن ۱۱۴٫۷ متر (۳۷۶ فوت) بود. این کشتی در سال ۱۹۴۳ ساخته شد.